# 8122 Holbein
8122 Holbein eller 4038 P-L är en asteroid i huvudbältet som upptäcktes den 24 september 1960 av den nederländsk-amerikanske astronomen Tom Gehrels och det nederländska astronomparet Ingrid van Houten-Groeneveld och Cornelis Johannes van Houten vid Palomarobservatoriet. Den är uppkallad efter den båda tyska målarna Hans Holbein den äldre och Hans Holbein den yngre.
Asteroiden har en diameter på ungefär 3 kilometer och den tillhör asteroidgruppen Nysa.